# Siphona cothurnata
Siphona cothurnata là một loài ruồi trong họ Tachinidae.